# Nennhausen
Nennhausen är en kommun och ort i Tyskland, belägen i Landkreis Havelland i förbundslandet Brandenburg, öster om den angränsande staden Rathenow. De tidigare kommunerna Damme och Buckow bei Nennhausen uppgick i Nennhausen den 31 december 2002 och Bamme, Gräningen, Liepe och Mützlitz den 26 oktober 2003. Kommunen är säte för förvaltningen för kommunalförbundet Amt Nennhausen, där även kommunerna Kotzen, Märkisch Luch och Stechow-Ferchesar ingår.

## Kända ortsbor
- Friedrich de la Motte Fouqué (1777-1843), preussisk författare och officer, bosatt på Schloss Nennhausen 1802-1833.